# تاسنولت (تاسنولت)
تاسنولت هو دُوَّار يقع بجماعة ماسة، إقليم شتوكة آيت باها، جهة سوس ماسة في المملكة المغربية. ينتمي الدوّار لمشيخة تاسنولت التي تضم 7 دواوير. يقدر عدد سكانه بـ 1650 نسمة حسب الإحصاء الرسمي للسكان والسكنى لسنة 2004.

## روابط خارجية
- البوابة الوطنية للجماعات الترابية نسخة محفوظة 12 مارس 2018 على موقع واي باك مشين.
- المندوبية السامية للتخطيط